# Васильцовка
Васильцовка (укр. Васильцівка) — село в Редкодубовском сельском совете Двуречанского района Харьковской области Украины.
Код КОАТУУ — 6321885003. Население по переписи 2001 года составляет 52 (30/22 м/ж) человека.

## Географическое положение
Село Васильцовка находится в 3-х км от реки Верхняя Двуречная, на расстоянии в 2 км расположены сёла Редкодуб и Путниково.

## Происхождение названия
В документах иногда село называют Васильцевка.

## История
- 1750 — дата основания.

## Экономика
- В селе есть молочно-товарная ферма.